# 小樽内川
小樽内川（おたるないがわ）は、北海道札幌市南区を流れる石狩川水系白井川支流の一級河川である。
源流が小樽市との境界にあるが、小樽市側に流れることはない。定山渓ダムによって、札幌市に水道水を供給している。

## 流路
札幌市南区定山渓の北西部にそびえる朝里岳・春香山・奥手稲山などを水源とする。
春香沢・金ヶ沢・張碓越沢・奥手稲の沢・朝里岳沢などの支流を加えて、流れを南に向ける。
逆川・大漁沢・上平沢・滑沢・迷沢・天狗沢・滝の沢・貂の沢・コピキ沢（木挽沢）などを入れ、定山渓ダムによってせき止められて造られた「さっぽろ湖」を経て、白井川に合流する。

## 名称
1859年（安政6年）の『後方羊蹄日誌』には、エキショマサツホロとして記載されている。また1873年（明治6年）の『札幌郡西部図』では、白井川への合流点から豊平川合流点までの間をエヒショマサッポロとし、その上流にはヲタルナイという名を付している。
アイヌ語名称を詳述すると、エ・ピシ・オマ・サッポロ（頭が浜のほうに入っている札幌川）となる。川は海のほうから山のほうへと入っていくものとして捉えていたアイヌの世界観に基づき、深い山奥ではなく石狩湾の近くに源流があるこの川を表現した名称である。
「ヲタルナイ」については、オタ・オル・ナイ（砂浜の中の川）という解釈ができるが、この川の流域の地形には当てはまらない。別の説では日本語地名としての「小樽」に由来する名称として考えられており、その場合はヲタル・ナイ（小樽のほうへ行っている川）という意味となる。

## 橋梁
- 緑橋（北海道道1号小樽定山渓線）
- 奥沢橋（北海道道1号小樽定山渓線）
- 白井橋（北海道道1号小樽定山渓線）
- 黄金橋（北海道道1号小樽定山渓線）
- つつじ橋（北海道道1号小樽定山渓線）
- 定山渓ダム（北海道道1号小樽定山渓線）
- 紅葉橋